# Szansa na sukces - Eurowizja 2020
La prima edizione di Szansa na sukces - Eurowizja si è tenuta dal 2 al 23 febbraio 2020 e ha selezionato il rappresentante della Polonia all'Eurovision Song Contest 2020 a Rotterdam.
La vincitrice è stata Alicja Szemplińska con Empires.

## Organizzazione
A seguito del grande successo avuto da Viki Gabor, vincitrice dell'edizione per ragazzi dello Szansa na sukces, al Junior Eurovision Song Contest 2019, l'emittente nazionale TVP ha annunciato che l'edizione imminente sarebbe stata utilizzata come metodo di selezione del rappresentante nazionale per l'Eurovision Song Contest 2020.

### Giuria
La giuria è stata composta da tre membri:
- Cleo - rappresentante della Polonia (insieme a Donatan) all'Eurovision Song Contest 2014
- Michał Szpak - rappresentante della Polonia all'Eurovision Song Contest 2016
- Gromee - rappresentante della Polonia (insieme a Lukas Meijer) all'Eurovision Song Contest 2018

### Format
Ogni semifinale ha un tema differente ed i cantanti in gara si dovranno esibire con una cover di un brano che rispetti il tema della semifinale.
I temi sono:
- 1ª semifinale - ABBA
- 2ª semifinale - Eurovision Song Contest Hits
- 3ª semifinale - The Beatles

Ad ogni semifinale la giuria decreterà un vincitore, per un totale di tre finalisti. Nella finale, ogni artista si esibirà con due brani, una cover a propria scelta e con il brano con cui hanno intenzione di gareggiare all'Eurovision Song Contest. La scelta del vincitore sarà opera di un mix di giuria e televoto.

## Semifinali

### Prima semifinale
La prima semifinale è stata trasmessa il 2 febbraio 2020. In questa semifinale hanno gareggiato sette cantanti che hanno dovuto interpretare una cover che rispetti il tema della semifinale (ABBA).
La giuria ha deciso che a passare automaticamente in finale è Kasia Dereń, mentre Patryk Skoczyński ha ricevuto la menzione d'onore.
     Finalista
     Menzione d'onore
| # | Artista                   | Canzone                                     |
| - | ------------------------- | ------------------------------------------- |
| 1 | Patryk Skoczyński         | Gimme! Gimme! Gimme! (A Man After Midnight) |
| 2 | Emilia Sanecka            | Waterloo                                    |
| 3 | Julia & Wiktoria Szlachta | Dancing Queen                               |
| 4 | Kasia Dereń               | Mamma Mia                                   |
| 5 | Amelia Andryszczyk        | S.O.S.                                      |
| 6 | Sargis Davtyan            | Voulez-Vous                                 |
| 7 | Maja Hyży                 | Knowing Me, Knowing You                     |

### Seconda semifinale
La seconda semifinale sarà trasmessa il 9 febbraio 2020. In questa semifinale gareggeranno sette cantanti che dovranno interpretare una cover che rispetti il tema della semifinale (Eurovision Song Contest Hits). 
La giuria ha deciso che a passare automaticamente in finale è Alicja Szemplińska, mentre Paulina Czapla e Weronika Curyło hanno ricevuto la menzione d'onore.
     Finalista
     Menzione d'onore
| # | Artista            | Canzone                                      |
| - | ------------------ | -------------------------------------------- |
| 1 | Damian Kulej       | Heroes (Måns Zelmerlöw)                      |
| 2 | Paulina Czapla     | Amar pelos dois (Salvador Sobral)            |
| 3 | Weronika Curyło    | Dschinghis Khan (Dschinghis Khan)            |
| 4 | Stashka            | If I Were Sorry (Frans)                      |
| 5 | Saszan             | Congratulations (Cliff Richard)              |
| 6 | Alicja Szemplińska | To nie ja (Edyta Górniak)                    |
| 7 | Aleksandra Nykiel  | Save Your Kisses for Me (Brotherhood of Man) |

### Terza semifinale
La terza semifinale è stata trasmessa il 16 febbraio 2020. In questa semifinale gareggeranno sette cantanti che dovranno interpretare una cover che rispetti il tema della semifinale (The Beatles). 
La giuria ha deciso che a passare automaticamente in finale è Albert Černý, mentre Nick Sinckler e Basia Gąsienica-Giewont hanno ricevuto la menzione d'onore.
     Finalista
     Menzione d'onore
| # | Artista                 | Canzone            |
| - | ----------------------- | ------------------ |
| 1 | Marek Kaliszuk          | Help!              |
| 2 | Nick Sinckler           | Can't Buy Me Love  |
| 3 | Basia Gąsienica-Giewont | Love Me Do         |
| 4 | Albert Černý            | Please Please Me   |
| 5 | Norbert Legieć          | She Loves You      |
| 6 | Marzena Ryt             | Twist and Shout    |
| 7 | Adrian Makar            | A Hard Day's Night |

## Finale
La finale è stata trasmessa il 23 febbraio 2020. Ogni artista si è esibito con due brani: una cover eurovisiva e il proprio brano per l'Eurovision Song Contest. La vincitrice è stata Alicja Szemplińska, che ha raccolto i consensi sia della giuria che del pubblico.
| # | Artista                          | Cover (cantante originale)  | Brano       | Autori                                                              | Punteggio | Punteggio | Punteggio | Posizione |
| # | Artista                          | Cover (cantante originale)  | Brano       | Autori                                                              | Giuria    | Televoto  | Totale    | Posizione |
| - | -------------------------------- | --------------------------- | ----------- | ------------------------------------------------------------------- | --------- | --------- | --------- | --------- |
| 1 | Kasia Dereń                      | Satellite (Lena)            | Count on Me | Piotr Walick, Kasia Dereń, Marcin Januszkiewicz, Mateusz Krautwurst | 1         | 1         | 2         | 3         |
| 2 | Alicja Szemplińska               | Euphoria (Loreen)           | Empires     | Patryk Kumór, Dominic Buczkowski-Wojtaszek, Laurell Barker          | 5         | 5         | 10        | 1         |
| 3 | Albert Černý (con i Lake Malawi) | Fairytale (Alexander Rybak) | Lucy        | Joakim With Steen, Cesár Sampson, Lasse Piirainen, Albert Černý     | 3         | 3         | 6         | 2         |